# Leopoldo Méndez
Leopoldo Méndez (Ciudad de México, 30 de junio de 1902 - id. 8 de febrero de 1969) fue un destacado artista plástico mexicano, considerado el grabador más importante de México Contemporáneo, encabeza la lista de artistas más famosos de México del siglo XX. Méndez realizó grabados para ilustración de publicaciones relacionadas con su activismo social y político. Sus trabajos más conocidos están relacionados con organizaciones como la Liga de Escritores y Artistas Revolucionarios y el Taller de Gráfica Popular (TGP), apoyando y promoviendo los ideales de la Revolución Mexicana y en contra del fascismo de los años 30.
A pesar de su importancia en los círculos artísticos y políticos del siglo XX, fue una figura oscura durante su vida, y lo continúa siendo. Las razones están relacionadas con su compromiso con el trabajo colaborativo y anónimo para el bien de la sociedad, temas que perdieron popularidad en las siguientes generaciones. A pesar de esto, ha recibido reconocimientos póstumos de la Academia Mexicana y es considerando sucesor del artista gráfico José Guadalupe Posada.

## Vida
No existe mucha información sobre la vida personal del artista, la mayoría de la documentación está directamente relacionada con su trabajo, incluso existen muy pocas fotos publicadas del artista.
Nació el 30 de junio de 1902 en Ciudad de México. Fue el menor de los ocho hijos de una familia de bajos recursos, su padre era zapatero y su madre campesina de ascendencia nahuatl del Estado de México. Su familia paterna fue políticamente activa. Su abuelo murió durante la intervención francesa en México y su padre trabajó en contra del régimen de Porfirio Díaz a finales del siglo XIX y principios del siglo XX. Su padre y sus tíos trabajaban como vendedores en una pequeña ciudad minera llamada El Oro, Estado de México hasta que los caciques del área los forzaron a irse y quemaron su tienda.
Ambos padres fallecieron antes de que él cumpliera los dos años de edad. Durante su infancia vivió en la casa de su padre, en casa de su abuela y en casa de su tía Manuela, principalmente fue criado por su tía.
Méndez dijo que le contaron que de niño tenía mal humor e iniciaba peleas, especialmente con su hermano. Cuando era niño él era “el de los encargos” y también el chaperón de sus hermanas, y creció viendo a sus vecinos en la lucha para sobrevivir. Después utilizó esas experiencias para su arte. También fue influenciado por la Revolución Mexicana, en especial por la Decena Trágica acontecida cuando él tenía 10 años.
Su interés en el dibujo comenzó en la escuela primaria, compitiendo con otro niño de su clase para ver quien era capaz de dibujar mejor buques de batalla. A los doce años publicó su primer dibujo, boceto de un retrato de Venustiano Carranza.
Después de la primaria ingresó a la Academia de San Carlos en la Ciudad de México. Sus maestros incluían a Saturnino Herrán, Germán Gedovius, Ignacio Rosas, Francisco de la Torre y Leandro Izaguirre. Después de tres años en la academia asistió a la nueva Escuela de Pintura al Aire Libre de Alfredo Ramos Martínez en Chimalistac en el sur de la Ciudad de México. 
Se quejaba de que en ambos colegios no le era permitido dibujar cosas en movimiento, y sólo objetos y paisajes estáticos. Cuando logró el uso expresivo del dibujo, incorporando el sentido del movimiento, pudo ganar el dinero que necesitaba para vivir de su trabajo.
Desarrolló fuertes tendencias políticas que influenciaron no sólo su arte sino también otros aspectos de su vida. Sus ideales lo guiaron por un camino donde encontró amistades con artistas y escritores como Manuel Maples Arce, Germán Cueto, Arqueles Vela, Fermín Revueltas Sánchez, Ramón Alva del Canal, Germán List Arzubide y otros, formando un grupo llamado Los Estridentistas. Eso le dio la oportunidad de vivir y trabajar en Xalapa, Veracruz, centro de este movimiento, de 1925 a 1927. Méndez declaró en una entrevista con Elena Poniatowska que fue bohemio durante su periodo en Xalapa y continuó diciendo que sus ideales políticos se volvieron más radicales, enfocándose en el ideal de la Revolución Mexicana, especialmente en Emiliano Zapata. Esto coincidió con el gobierno estatal del General Jara, pero cuando perdió poder, Méndez se mudó de regreso a la Ciudad de México y se unió al Partido Comunista Mexicano. Su tiempo en Xalapa y en otras partes de México rural le hizo apreciar las Artesanías y arte folklórico mexicano, convirtiéndose en un coleccionista durante su vida.
Mucho de su vida y su trabajo fue dedicado a promocionar los ideales izquierdistas, fiel a las creencias políticas de su juventud en México después de la revolución. En 1930, fundó "Lucha Intelectual Proletaria" y viajó a los Estados Unidos para dar presentaciones. En 1939 recibió la Beca Guggenheim y se trasladó a Nueva York donde continuó asociándose con grupos de trabajadores. Una de sus creencias era que los artistas debían trabajar para el pueblo, esto influyó en su situación económica que siempre fue modesta. Muchos artistas y escritores de su época tenían gran participación en actividades políticas, pero él tendía a tomar muy poco crédito individual para mantenerse al margen.
En 1940, cuando David Alfaro Siqueiros y su grupo, integrado también por algunos miembros jóvenes del Taller de Gráfica Popular, tomaron por asalto a León Trotski en Coyoacán, otros miembros del taller se vieron incriminados y Méndez estuvo bajo arresto. Finalmente fue liberado sin cargos.
En 1946 se apartó del Partido Comunista Mexicano, fundando el Partido Popular Socialista de México en 1947. Fue candidato a representante de distrito en la Ciudad de México con su partido en 1953. En 1958 se fue del Partido Popular y apoyó a Adolfo López Mateos para presidente.
Después de la Segunda Guerra Mundial, se concentró en problemas relacionados con la paz mundial. Sus esfuerzos políticos se volvieron internacionales, le otorgaron el Premio Internacional de la Paz del Consejo Mundial de la Paz en Viena en 1952. En 1953 viajó a la URSS.
Méndez continuó trabajando en arte y política hasta febrero de 1969, mientras trabajaba en un libro dedicado a las artesanías folklóricas mexicanas, murió víctima de una hepatitis severa. Dejó un hijo, Pablo Méndez.

## Carrera
La carrera de Méndez estaba entrelazada con el activismo político, pintura, educación del arte y diseño de libros pero es conocido por su trabajo de grabado, creando más de 700 grabados durante su vida. Estos grabados empezaron temprano para libros e ilustración de revistas. En los años 20 empezó con dos publicaciones llamadas Irradiador y Horizonte como parte de su papel con el movimiento artístico y político llamado Estridentismo. En 1929, comenzó a dar clases dentro de los programas de Misiones Culturales de Secretaría de Educación Pública en Jalisco y el Estado de México que incluyó la contribución con las revistas El Sembrador y El Maestro Rural, ambas dirigidas a las comunidades granjeras, y fuentes de material para maestros. El uso de imágenes acompañando el texto fue considerado fundamental por el alto porcentaje de analfabetismo. En 1942 publicó “En el nombre de Cristo” una serie de siete litografías del barbarismo en relación con la Guerra Cristera y los asesinatos de maestros. El cambio de actividades políticas de Méndez fue seguido por un cambio en las publicaciones a las que contribuía. Por ejemplo, en 1946 al apartarse del Partido Comunista Mexicano y unirse al Grupo Insurgente José Carlos Mariátegui, inició la colaboración con su publicación llamada El Insurgente.
Su primera gran obra, creada como miembro fundador de la Liga de Escritoras y Artistas Revolucionarios (LEAR), comenzó en 1933. El grupo produjo obras y exhibieron juntos y publicaron su propia revista llamada Frente a Frente. Durante este periodo, el trabajo de Méndez se volvió militante; creyendo que la única forma valedera de arte era la creada para promover los intereses de la clase trabajadora. Esto coincidió con muchas de las políticas de México durante el tiempo de Lázaro Cárdenas.
Para 1937 Méndez se había ido de LEAR, decepcionado con la falta de actividad del grupo. Ese mismo año integró la fundación del Taller de Gráfica Popular, junto a Pablo O'Higgins, Alfredo Zalce, Luis Arenal Bastar, Ignacio Aguirre, Isidoro Ocampo y otros. Como LEAR, su función fue fuertemente izquierdista pero anti-Trotski y aliada con Silvestre Revueltas, David Alfaro Siqueiros, Lombardo Toledano y otros. Fue un trabajo colectivo centrado en la producción de pinturas y grabados con motivos ejemplificadores. Consideraron el desarrollo artístico inseparable del desarrollo político, la mayoría del tiempo trabajaron junto a instituciones culturales y políticas con el mismo punto de vista.Fue más activo durante la Segunda Guerra Mundial, produciendo propaganda en contra de Adolfo Hitler y sus aliados junto con el capitalismo de Estados Unidos. Méndez fue central para el TGP, tomando parte en todas sus actividades, supervisando su producción y haciendo la mayoría de los trabajos con otras organizaciones, como uniones y galerías de arte.A pesar de su importancia, para el año 1959, las diferencias políticas con los comunistas más ardientes del TGP lo hicieron a un lado y en 1961 renunció formalmente.
Méndez tuvo exhibiciones limitadas durante su carrera. Su primera mayor exhibición fue en 1930, cuando viajó a Los Ángeles como colaborador de Carlos Mérida. En 1945, tuvo una exposición individual en el Instituto de Arte de Chicago, seguido por otra en 1946 en el Instituto Nacional de Bellas Artes y Literatura en México.
El volumen de trabajo más espectacular de Leopoldo Méndez fue producido en la segunda mitad de los años 40, cuando trabajó compulsivamente y vendía sus obras a precios muy bajos. En este tiempo muchos museos y particulares de Estados Unidos, México y Europa adquirieron sus creaciones. Así su trabajo se esparció entre varios coleccionistas incluyendo a Carlos Monsiváis, el Instituto de Artes Gráficas de Oaxaca e instituciones en Chicago, Nueva York, Praga, Moscú y Varsovia, mayoritariamente en museos de arte gráfica.
Méndez trabajó en dos notables murales durante su vida. En 1946, creó un mural con Pablo O'Higgins llamado La maternidad y la asistencia social en la Clínica N.º 1 del Instituto Mexicano de Seguridad Social. En 1956, realizó un mural en grabado a gran escala dedicado a José Guadalupe Posada en los Talleres Gráficos de la Nación, actualmente destruido.
Sus trabajos gráficos políticos decrecieron después de 1950 cuando el arte político se empezaba a devaluar y su trabajo era cada vez menos coleccionado. Sin embargo, Méndez comenzó a realizar grabados para Cine Mexicano, con una serie para la película Río Escondido (1947) de Emilio Fernández, y luego otros como Pueblerina (1948), Un día en la vida (1949), El Rebozo de Soledad (1949), Memorias de un Mexicano (1950), La Rebelión de los Colgados (1953) y La Rosa Blanca (1959). Para la película Macario de Roberto Gavaldón, diseñó las imágenes de Dios, la Merte y el Diablo.
Entre 1958 y 1959, alejado del Taller de Gráfica Popular debido a diferencias ideológicas, fundó una empresa llamada Fondo Editorial de la Plástica Mexicana junto con Ricardo J. Zevada. El primer libro publicado por la organización fue La Pintura mural de la Revolución Mexicana seguido por Los Maestros Europeos de la Galería de San Carlos de México y José Guadalupe Posada, Ilustrador de la Vida Mexicana. El Fondo Editorial se convirtió en una importante empresa de publicaciones produciendo libros de alta calidad de arte Mexicano. Cuando Leopoldo Méndez murió, estaba trabajando en un libro sobre Artesanía y Arte Folclórico Mexicano.
Fue miembro fundador de la Academia de Artes en 1968.

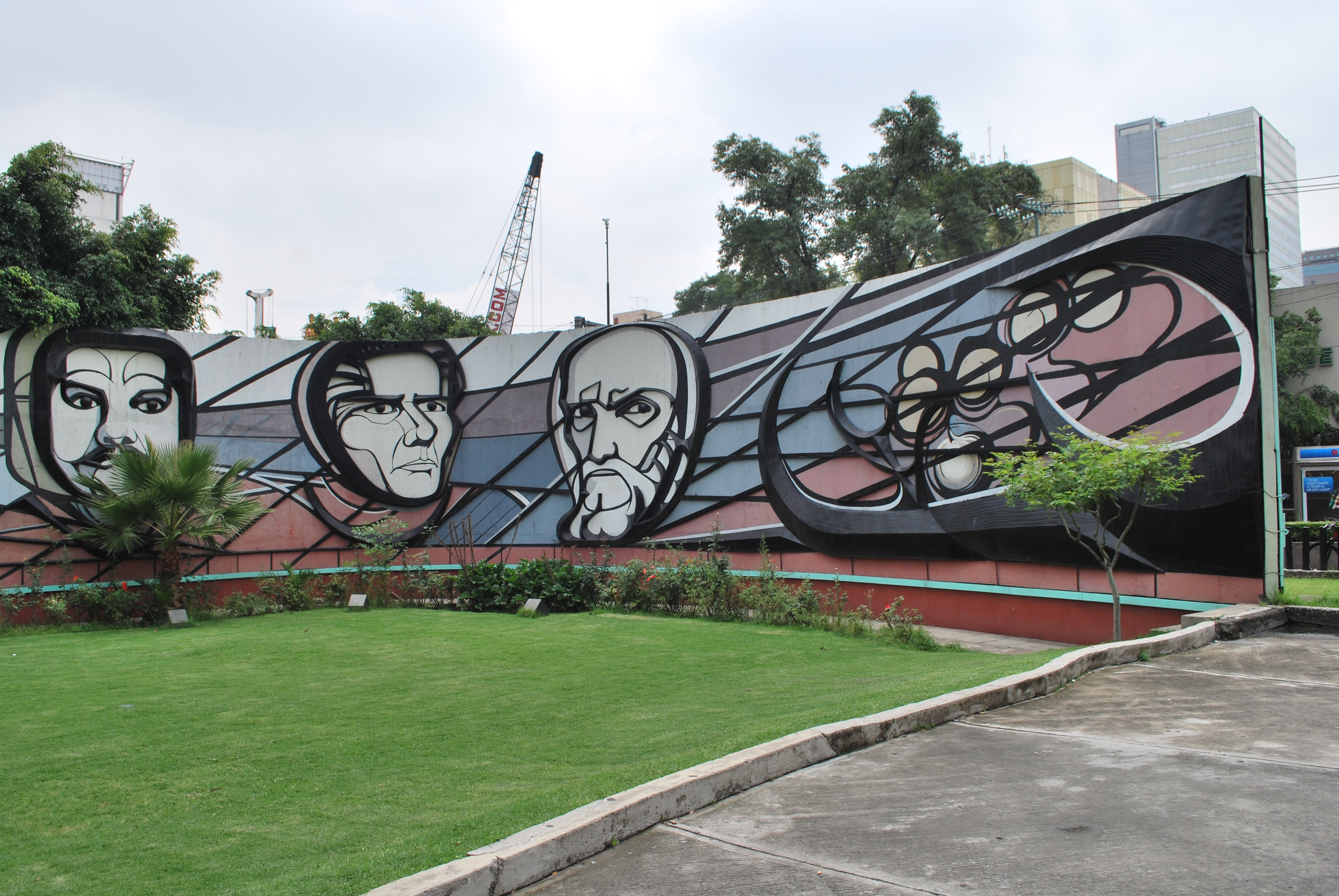
Sector de pared exterior del Polyforum Cultural Siqueiros. Retratos de José Guadalupe Posada, Leopoldo Méndez y Gerardo Murillo.

Méndez formó parte de la generación de artistas mexicanos surgidos en los años 20 que tuvieron un papel importante en la cultura y la política después de la Revolución Mexicana. Sin embargo, debido a sus ideales de trabajo colaborativo y anónimo, no buscó la fama como otros de su generación. Sus ideas socialistas y su asociación con la URSS y José Stalin lo hicieron ver menos relevante a las generaciones posteriores, por lo que su obra no ha tenido suficiente difusión.
Los únicos reconocimientos formales que recibió en vida incluyeron un premio local para el libro Incidentes Melódicos del Mundo Irracional de Juan de la Cabada en 1944, el primer Premio Nacional de Grabado en la Ciudad de México en 1946 y el Premio de la Paz como miembro del Taller Gráfica Popular en 1952. En 1962, el Museo Nacional de Arte Moderno "Carlos Mérida" exhibió una retrospectiva de su trabajo. El mismo año fue honorado en el Instituto Nacional de Bellas Artes.
Dentro de los reconocimientos póstumos, la comunidad de investigadores lo califica casi tan alto como a Diego Rivera y José Clemente Orozco. En 1971, David Alfaro Siqueiros incluyó su retrato junto al de Diego Rivera, José Clemente Orozco, José Guadalupe Posada y Gerardo Murillo en el Polyforum Cultural Siqueiros en Ciudad de México. Otro homenaje fue una exhibición de su trabajo en el Palacio de Bellas Artes en 1970. En 2002, centésimo aniversario de su nacimiento, el escritor Carlos Monsiváis realizó una conferencia sobre el trabajo de Méndez en el Museo Nacional de Arte (MUNAL). El mismo museo tuvo una retrospectiva de su trabajo en 2003. El Taller de Gráfica Popular también organizó una exhibición en honor del centésimo aniversario de su nacimiento. 
En el 2012, el Museo de Artes Gráficas de Saltillo exhibió una retrospectiva de su trabajo. Sin embargo, no existe ningún museo dedicado a su trabajo y el único catálogo formal fue publicado por el Instituto Nacional de Bellas Artes en 1977.

## Estilo artístico
A pesar de su estado de olvido, es generalmente considerado como uno de los artistas gráficos más importantes de México y uno de los artistas más importantes de la primera mitad del siglo XX. Los académicos mexicanos, generalmente, también lo consideraban como el heredero de José Guadalupe Posada, al que admiraba muy profundamente.
El trabajo de Méndez fue principalmente motivado por su activismo político. Él creía que los artistas deberían trabajar colectiva y anónimamente para el beneficio de la sociedad. Esta creencia fue, en parte, producto de la época, junto con los ideales posteriores a la Revolución Mexicana y sus objetivos de crear una nueva sociedad. Su trabajo incorporó un vocabulario de imágenes ligadas a la realidad social y política mexicana de la primera mitad del siglo XX. Estas imágenes se enfocaron en el realismo figurativo sobre la abstracción y por esto su trabajo es categorizado como arte realista. Sus políticas involucraban lo que él consideraba opresión de las clases trabajadoras, fascismo y guerra. La mayoría de su trabajo eran narraciones del México después de la Revolución, con las demandas sociales de obreros y granjeros, escenas urbanas y paisajes rurales. Sus trabajos más destacados denunciaban el fascismo en los años 30, la guerra civil española y la Segunda Guerra Mundial. Además produjo numerosas obras sobre la Guerra Fría y la división del mundo entre países capitalistas y comunistas.
Méndez fue capaz de cambiar el estilo de sus grabados en relación con los materiales usados y para su público deseado. Sin embargo, su trabajo está caracterizado por una destilación de las imágenes para impactar con los colores esenciales. Estas imágenes incluyeron referencias al Arte renacentista prehispánico y Arte barroco europeo y mexicano, así como arte mexicano del siglo XIX y del Muralismo. Generalmente enfocado en lo secular y temas populares, continuando con el trabajo de José Guadalupe Posada. Mientras que la mayoría de sus obras son realistas, incorporó elementos imaginativos de movimientos como el Cubismo, el Futurismo italiano, el Constructivismo ruso, el Expresionismo alemán y el Surrealismo. Una influencia faltante en su trabajo es el Realismo social ruso, a pesar de sus políticas sociales y comunistas afines.